# Ernest Roberts
Pour les articles homonymes, voir Roberts.
Ernest Alfred Roberts, né à Londres le 21 février 1868 et mort à Melbourne le 2 décembre 1913, est un syndicaliste et homme politique australien.

## Biographie
Fils d'un officier de la marine marchande britannique, il grandit sur l'île de Guernesey puis travaille à son tour dans la marine marchande. Il s'établit en Australie à l'âge de 18 ans, d'abord dans le Queensland puis en Australie-Méridionale où il trouve un emploi comme ouvrier portuaire. Il devient secrétaire du syndicat local, contribue à fonder et à gérer une boulangerie coopérative, et est élu au conseil municipal de la ville industrielle de Port Pirie.
Il se présente sans succès comme candidat indépendant aux élections législatives d'Australie-Méridionale en 1893, puis remporte la circonscription de Gladstone (en) pour le Parti travailliste à celles de 1896. Il est alors le plus jeune membre de l'Assemblée d'Australie-Méridionale, et est un député actif, appelant à l'amélioration des conditions de travail des ouvriers. Il est remarqué pour son énergie, son enthousiasme, son art oratoire et son sens de la répartie qui contrastent avec sa carrure plutôt menue. Soldat volontaire en 1900 dans le contingent australien de renforts aux troupes britanniques pour la seconde guerre des Boers, il est fait lieutenant dans l'armée de terre. De retour en Australie en juillet 1901, il démissionne de l'Assemblée pour se consacrer à lever un bataillon australien de cavalerie, puis retourne à la guerre dans le Transvaal comme capitaine en 1902.
De 1904 à 1908 il dirige le journal hebdomadaire ouvrier the Labor Weekly Herald. Dans le même temps, il retrouve un siège à l'Assemblée d'Australie-Méridionale comme député d'Adélaïde en 1905, et est membre d'arrière-ban du gouvernement de coalition (en) des travaillistes et des libéraux mené par Tom Price (en). En 1908 il est élu à la Chambre des représentants fédérale comme député d'Adélaïde. En octobre 1911 il est nomme ministre sans portefeuille dans le gouvernement travailliste d'Andrew Fisher, le premier gouvernement majoritaire fédéral en Australie. Son rôle est de seconder le ministre de la Défense, le sénateur George Pearce, et de le représenter à la Chambre des représentants.
Le gouvernement est battu aux élections de 1913, mais Ernest Roberts conserve son siège de député. Le 2 décembre, quelques minutes après avoir participé à un débat enflammé à la Chambre, il meurt subitement d'une crise cardiaque, ayant souffert depuis un certain temps de troubles cardiaques. Sa mort à l'âge de 45 ans a lieu peu après celle de son ancien collègue ministre Charlie Frazer à l'âge de 35 ans, et les travaillistes perdent ainsi deux jeunes parlementaires considérés comme des figures de la génération dynamique émergente du parti.